# 維奧拉 (加利福尼亞州)
維奧拉（英語：Viola）是位於美國加利福尼亞州沙斯塔縣的一個非建制地區。該地的面積和人口皆未知。

## 地理
維奧拉的座標為40°31′05″N 121°40′40″W / 40.51806°N 121.67778°W，而該地的平均海拔高度為1353米（即4439英尺）。